# داني أوكونيل
داني أوكونيل (بالإنجليزية: Danny O'Connell)‏ هو لاعب كرة قاعدة أمريكي، ولد في 21 يناير 1927 في باترسون في الولايات المتحدة، وتوفي في 2 أكتوبر 1969 في كليفتون (نيوجيرسي) في الولايات المتحدة بسبب حادث مرور.

## وصلات خارجية
- داني أوكونيل على موقع دوري كرة القاعدة الرئيسي (الإنجليزية)
- داني أوكونيل على موقعبيزبول رفرنس.كوم (الدوري الرئيسي) (الإنجليزية)
- داني أوكونيل على موقعبيزبول رفرنس.كوم (الدوري الثانوي) (الإنجليزية)
- داني أوكونيل على موقع مشجعي الرسوم البيانية (الإنجليزية)